# Брауншвейг-Вольфенбюттель
Брауншвейг-Вольфенбюттель (нем. Braunschweig-Wolfenbüttel) — германское княжество, выделившееся из герцогства Брауншвейг-Люнебург, история которого представляет собой череду многочисленных разделов и слияний. 
Различные ветви Вельфской династии правили Брауншвейг-Вольфенбюттелем вплоть до распада Священной Римской империи в 1806 году. До 1753 года основной резиденцией правителей служил замок Вольфенбюттель. Новой резиденцией правителей в 1753 году была избрана Брауншвейгская резиденция. Решением Венского конгресса 1814 года княжество Брауншвейг-Вольфенбюттель преобразовано в герцогство Брауншвейг.

## История
Оттон I Дитя, внук Генриха Льва, получил бывшее аллодиальное владение своей семьи (в восточной части Нижней Саксонии и в северной части Саксонии-Анхальт) от императора Священной Римской империи Фридриха II 21 августа 1235 года в качестве имперского лена под названием герцогства Брауншвейг-Люнебург. В 1267—1269 годы земли были поделены между его сыновьями.
Альбрехт I получил земли вокруг Брауншвейга и Вольфенбюттеля, Грубенхагена, Гёттингена и Обервальда. Так был основан старый дом Брауншвейга и заложены основы будущего герцогства Брауншвейг-Вольфенбюттель. Его брат Иоганн унаследовал земли вокруг Люнебурга и тем самым основал старый дом Люнебурга. Город Брауншвейг оставался в совместном правлении.
В последующие годы Брауншвейг-Вольфенбюттель пережил ещё несколько разделов. Так на время разделились линии Грубенхаген и Гёттинген. В 1432 году от среднего дома Брауншвейга отделились присоединённые земли между горной цепью Дейстер и Лайне, ставшие княжеством Каленберг. Происходили и другие разделы и слияния.
Из-за конфликтов с жителями Брауншвейга герцоги перенесли свою резиденцию в 1432 году в окружённый рвом замок Вольфенбюттель в болотистой низине реки Окер в 12 км к югу от Брауншвейга. После уже двенадцатого раздела в 1495 году, в ходе которого княжество Брауншвейг-Каленберг-Гёттинген вновь распалось на свои составляющие, герцог Генрих I получил земли Брауншвейга. В закрепившееся впоследствии название княжества вошло название новой резиденции Вольфенбюттель.
Предпоследний князь Брауншвейг-Вольфенбюттеля Карл Вильгельм Фердинанд (1735—1806), как и его предшественники, носил титул «герцога Брауншвейга и Люнебурга» и был фельдмаршалом на прусской службе. Во время войны Четвёртой коалиции он возглавлял прусскую армию, но был разбит маршалом Даву в Йенской баталии 14 октября 1806 года и скончался от полученных ран 10 ноября.
Его сын Фридрих Вильгельм Брауншвейг-Вольфенбюттельский тогда не мог вступить в наследство отца, поскольку с 1807 по 1813 год Брауншвейг-Вольфенбюттель был занят французами и являлся частью Вестфальского королевства. Фридрих Вильгельм смог вернуться в Брауншвейг только после освобождения его прусскими войсками 22 декабря 1813 года. В 1814 году по решению Венского конгресса княжество Брауншвейг-Вольфенбюттель было преобразовано в герцогство Брауншвейг.